# Закрите адміністративно-територіальне утворення

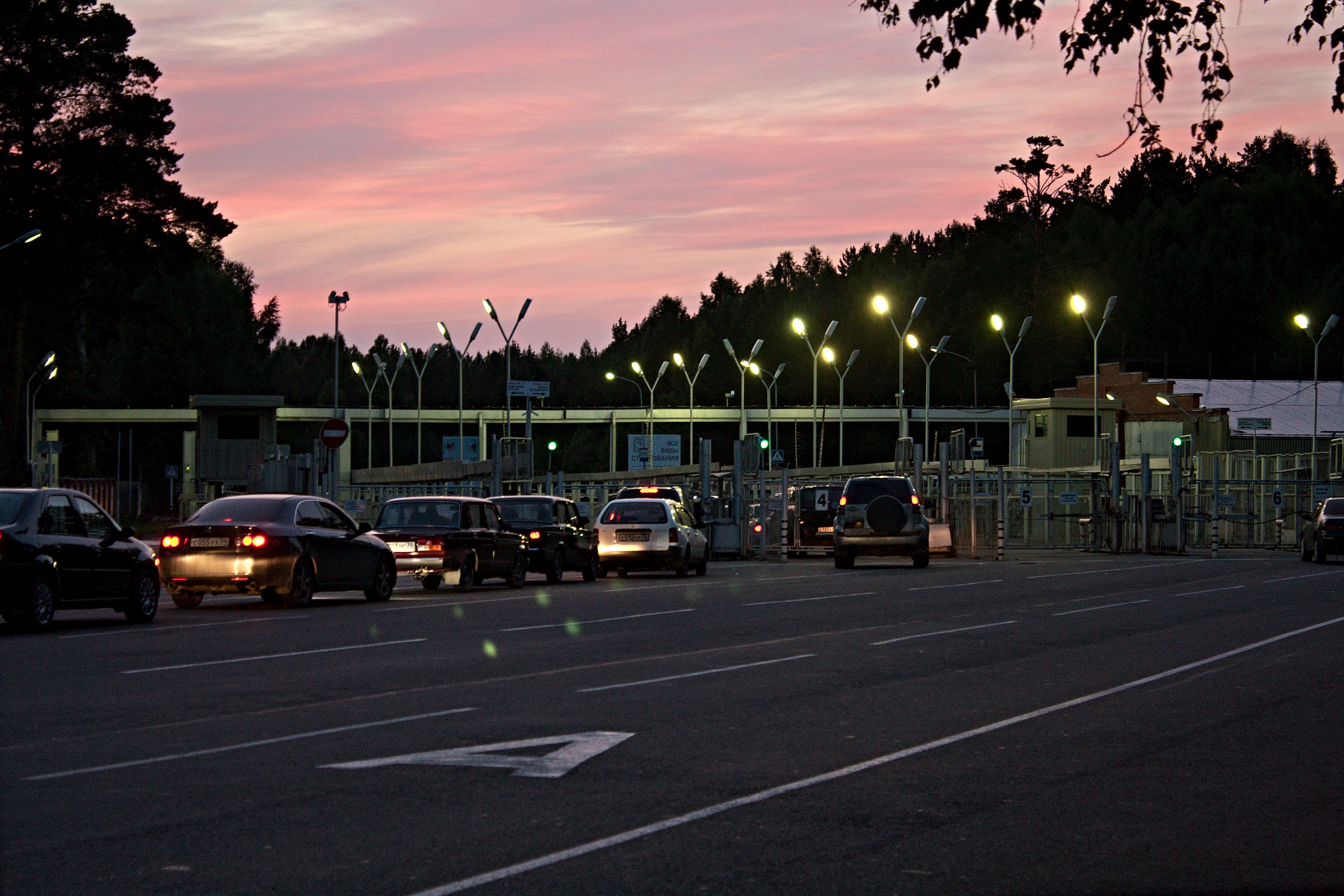
Центральний КПП у закритому місті Сєверськ

Закрите адміністративно-територіальне утворення, Закри́та адміністрати́вно-територіа́льна одини́ця (ЗАТО) (рос. Закрытое административно-территориальное образование) — адміністративно-територіальна одиниця, на територію якої обмежений вільний доступ громадян, що не проживають в її межах і не пов'язані з діяльністю, яка викликає необхідність встановлення особливого режиму перебування на ній в інтересах національної безпеки країни.

## Особливості ЗАТО
Для ЗАТО встановлюється особливий режим безпечного функціонування й охорони державної таємниці, що включає спеціальні умови проживання громадян, в межах якого розташовані військові об'єкти, промислові підприємства з розробки, виготовлення, зберігання та утилізації зброї масового ураження, переробці радіоактивних та інших матеріалів, інші об'єкти.
Від закритого адміністративно-територіального утворення слід відрізняти закриті військові містечка, до яких відносяться розташовані в населених пунктах місця базування військових частин, що мають систему пропусків, а також окремі відокремлені військові містечка військових частин, розташовані поза населеними пунктами.

## ЗАТО на території України
На території України існували такі закриті адміністративно-територіальні одиниці:
- Севастополь — (бухти Севастопольська, Південна, Карантинна, Козача) — головна військово-морська база ЧФ СРСР, база ВМС України та ЧФ Росії (тимчасово);
- Окремий радіотехнічний вузол «Миколаїв» поблизу Севастополя — система попередження про ракетний напад — РЛС «Дніпро»;
- Окремий радіотехнічний вузол «Берегово», поблизу Пістрялово і Мукачево — система попередження про ракетний напад — РЛС «Дніпро»;
- Новофедорівка / Саки-4 (Автономна Республіка Крим) — авіаційний гарнізон «Саки-4» МО України;
- Макарів-1 (Радомишльський район) — гарнізон ракетних військ, населення було приписано до Києво-Святошинського району; з 2012 року смт Городок, підпорядкований Радомишльському району;
- Чорнобиль-2 — ЗГРЛС «Дуга-2» — приймальна частина;
- Любеч-1 — ЗГРЛС «Дуга-2» — передавальна частина;
- Калинівка (Вітовський район) — ЗГРЛС «Дуга-1» — випробувальний вузол, приймальна частина;
- Луч (Вітовський район) — ЗГРЛС «Дуга-1» — випробувальний вузол, передавач;
- Узин — колишня авіабаза стратегічної авіації СРСР;
- Дніпро — Південмаш, КБ «Південне» — комплекс з розробки та виробництва ракет, Дніпровський машинобудівний завод (ДМЗ) — розробка РЛС, систем ПРО;
- Жовті Води (Дніпропетровська область) — видобуток і переробка уранової руди;
- Балаклава (місто в складі Севастополя) — ремонтний завод підводних човнів;
- Вилкове (Одеська область);
- Смт Приморський (Автономна Республіка Крим);
- Житомир-21 (Житомирський район).
- Івано-Франківськ-16.